# 乔铁汉故居
乔铁汉故居是清末民初时期山西祁县商业金融资本家乔氏家族的后代乔铁汉在天津的旧居，始建于二十世纪二十年年代，坐落于当时天津法租界的丰领事路（今和平区赤峰道70号），目前是天津市和平区文物保护单位和重点保护等级历史风貌建筑。

## 建筑风格
乔铁汉故居建筑面积1214平方米，为砖木结构二层楼房。外立面以水泥饰面，正立面为八组开放式前廊由双柱承托。建筑中央设有条石入口，二层筑有阳台，阳台边缘装饰有水泥宝瓶式镂空护栏并配以券式门窗。缓坡式屋顶上两侧各开5个天窗，檐部装饰有中央筑半圆形山花，是一座具有西欧古典主义建筑风格的西式建筑。当年乔铁汉故居一楼为一条敞开的通道走廊用来经营票号，二楼为住房。